# Kościół Nawiedzenia Najświętszej Maryi Panny w Bobrownikach
Kościół Nawiedzenia Najświętszej Maryi Panny – rzymskokatolicki kościół parafialny należący do dekanatu Ryki diecezji siedleckiej. Znajduje się na trasie Szlaku Renesansu Lubelskiego.
Murowana budowla została wzniesiona w 1488 roku i ufundował ją starosta stężycki Stanisław Tarło jako kościół filialny parafii w Stężycy. Została przebudowana po pożarach w 1638 oraz 1757 roku, uzyskując dzisiejszą formę pod koniec XVIII wieku. kościół został konsekrowany w 1790 roku przez sufragana krakowskiego Mikołaja Oborskiego.
Świątynia jest orientowana, składa się z jednej nawy, posiada cechy renesansu lubelskiego. Fasada jest zwieńczona ozdobnym szczytem z rzędami arkadowych wnęk, flankowanym spływami wolutowymi. Ołtarz główny pochodzi z XVIII wieku i umieszczony jest w nim obraz przedstawiający scenę Nawiedzenia Najświętszej Maryi Panny. Jest ozdobiony barokowymi figurami świętych biskupów – Wojciecha i Stanisława, wykonami pod koniec XVII wieku.
W kościele znajdują się organy 10-głosowe wykonane w 1904 roku przez Jana Szymańskiego z Warszawy, które są niesprawne.